# アマヤク・ナザレチャン
アマヤク・マルカロヴィチ・ナザレチャン（ロシア語: Амаяк Маркарович Назаретян、1889年11月29日 - 1937年10月30日）、民族名ハマヤク・マルガリ・ナザレティアン（アルメニア語: Հմայակ Մարգարի Նազարեթյան）は、アルメニア人のボリシェヴィキ。

## 生涯

### 前半生
1889年11月29日（ユリウス暦17日）、ロシア帝国チフリス県チフリスの商家に生まれたアルメニア人。1905年にボリシェヴィキに入党し、1909年からサンクトペテルブルク大学法学部で学んだが、1911年に逮捕され、故郷チフリスへの11年間の追放刑を受けた。その後、チフリスの党組織の助けを借りてジュネーヴへ脱出し、現地の党組織で活動した。
1913年にロシアへ帰還し、1917年から翌1918年までは党チフリス委員会およびカフカース地方委員会のメンバーを務め、同年6月から翌1919年2月まではセルゴ・オルジョニキゼに引き立てられてテレク・ソビエト共和国の労働人民委員および人民委員会議副議長に就いた。1918年10月から北カフカース防衛会議テレク州動員委メンバー、1919年からは党カフカース地方委書記でもあった。同年秋にはグルジア民主共和国でのボリシェヴィキ蜂起を指導したが、翌1920年に逮捕され、グルジアからも追放された。同年5月25日から翌1921年3月21日まではロシア共産党中央委カフカース局 (en)、1920年8月3日からはその幹部会に属し、1921年にはグルジア革命委法務労働書記、財務人民委員およびグルジア共産党中央委書記でもあった。

### 『プラウダ』とザカフカースでの活動
同年8月22日からは再度カフカース局に属し、11月3日からはその責任書記を翌1922年2月18日まで務めた。1921年7月にカフカース局で設けられたナゴルノ・カラバフ帰属決定交渉については、アルメニア人でありながらナゴルノ・カラバフのアルメニア社会主義ソビエト共和国への帰属に反対している。3月から翌1923年12月までロシア共産党中央委書記局局長、同月から翌1924年までヨシフ・スターリンに推挙されて『プラウダ』編集局党部部長も務めた。『プラウダ』においてナザレチャンは、スターリンの指示によって党議の投票結果をスターリン一派に有利な形に歪めて掲載していた。これが発覚しスキャンダルとなった際、スターリンはナザレチャンの個人的犯行として事件を処理し、ナザレチャンを『プラウダ』編集局から除名した。
その後、ナザレチャンは1924年から1927年6月9日までザカフカース連邦共和国労農監査人民委員に、1928年1月10日まで党ザカフカース地方委第二書記に、1924年5月から1927年6月まで党ザカフカース地方統制委議長に就いた。ザカフカース地方委第二書記としてナザレチャンは、第一書記マミヤ・オラヘラシュヴィリとともに、早急な農業集団化に対して強硬に反対姿勢を取った。1924年5月31日からは党中央統制委メンバーとなり、6月2日から翌1925年12月18日まではその幹部会メンバー候補、1926年1月1日から1934年1月26日までは幹部会メンバーであった。1928年1月から1930年5月までは再度ザカフカース地方統制委議長（18日まで）およびザカフカース連邦共和国労農監査人民委員に就き、1929年から1930年までは人民委員会議副議長に就いた。同年5月から翌1931年11月まで党ウラル州統制委議長、同月から1934年2月までソビエト連邦労農監査人民委員部参議会メンバー、1931年から1934年まで労農監査中央統制委軽工業グループ長でもあった。
ナザレチャンはオルジョニキゼとセルゲイ・キーロフの友人でもあった。また、スターリンの元側近ボリス・バジャーノフによれば、ナザレチャンはクリメント・ヴォロシーロフ、オルジョニキゼと並んで、スターリンを古い党名で「コバ」と呼ぶことができる3人のうちの一人であり、ナザレチャンが党統制委に送られたのは、スターリンが最早この呼び名を好ましく思わなくなったからであるという。

### 粛清
ナザレチャンは連邦党大会に第11回から第17回まで（第12回と第16回を除く）に、そしてコミンテルン第2回大会に出席し、1934年2月からは連邦人民委員会議附属ソビエト統制委 (ru) 行政グループ長および同委局員を務めていた。だが、在職中の1937年6月27日に逮捕され、10月29日に連邦最高裁軍事参議会によって反革命的テロ組織への参加を理由に死刑判決を下され、翌日銃殺された（ナザレチャンの尋問記録には、「この雌犬の息子が！」というラヴレンチー・ベリヤの書き込みがある）。その後、ナザレチャンは新ドン墓地に葬られていたが、1956年2月に名誉回復がなされた。
党中央委書記局に勤務していた妻クラヴディヤも、生後5か月の息子とともに1937年7月27日に逮捕された。クラヴディヤの逮捕について、親交のあったアンナ・レーデンス（ru, スターリンの義姉）らがスターリンに抗議し、クラヴディヤは8月1日に釈放されたが、12月7日に再逮捕された。その後、母子はモルドヴィア自治共和国とコミ自治共和国ウフタの収容所で17年を過ごした。